# سلول کوپفر
سلول‌های کوپفر (به انگلیسی: kupffer cell) که به نام‌های ماکروفاژهای ستاره ای و سلول‌های Kupffer-Browicz نیز شناخته می‌شوند، درشت‌خوارهای (ماکروفاژ های) خاصی هستند که در کبد قرار گرفته‌اند و دیواره‌های سینوس کبدی را می‌پوشانند. آنها بخشی از دستگاه فاگوسیت تک هسته‌ای را تشکیل می‌دهند.

## تکامل
تکامل آن‌ها از کیسه ناف جایی که تمایز به ماکروفاژهای جنینی می‌یابند، آغاز می‌شود. این سلول‌ها پس از ورود به جریان خون، به کبد جنین مهاجرت می‌کنند و در آنجا باقی می‌مانند سپس تمایزشان را به سلول‌های کوپفر کامل می‌کنند.

## عملکرد
جدا از بیگانه‌خواری هر باکتری، گلبول‌های قرمز نیز در این فرایند، با تقسیم شدن مولکول‌های هموگلوبین، تجزیه می‌شوند. بخش حاوی آهن، هم، مربوط به زنجیره‌های گلوبین که بیشتر به آهن شکسته می‌شود، دوباره مورد استفاده قرار می‌گیرد و بیلی روبین که به اسید گلوکورونیک درون سلول‌های کبدی افزوده می‌شود، داخل صفرا ترشح می‌گردد.
هلمی و همکارانش گیرنده موجود در سلول‌های کوپفر، گیرنده مکمل خانواده ایمونوگلوبولین (CRIg) را شناسایی کردند. موش های بدون CRIg نمی‌توانستند پاتوژن‌های پوشیده شده با سیستم کمپلمان را پاک کنند. CRIg در موش‌ها و انسان‌ها حفظ شده می باشد و یک جزء مهم در سیستم ایمنی ذاتی است.

## اهمیت بالینی
فعال شدن سلول کوپفر باعث القای آسیب زودرس کبد ناشی از اتانول می‌شود که در افراد الکلی مزمن شیوع دارد. مصرف‌کننده های مزمن الکل و افراد مبتلا به آسیب‌های کبدی با یک سیستم دو ضربهای سروکار دارند. ضربهٔ دوم با فعالسازی گیرندهٔ ناقوسی شکل شماره 4 (TLR4) و CD14، شناخته می‌شود که گیرنده‌هایی در سطح سلول کوپفر هستند و اندوتوکسین (لیپوپلی ساکارید یا LPS) را داخلی می کنند، که این خود باعث فعال شدن رونویسی از سیتوکین‌های پیش التهابی (فاکتور نکروز توموری آلفا یا TNFα) و تولید سوپراکسیدها (یک پیش اکسیدان) می‌گردد. سپس TNFα وارد سلول‌های ستاره‌ای کبد شده و باعث ساخته شدن کلاژن و فیبروز می‌شود. سرانجام فیبروزمنجربه سیروز یا از بین رفتن عملکرد کبد می‌گردد.

## تاریخچه
این سلول‌ها اولین بار توسط کارل ویلهلم ون کوپفر در سال ۱۸۷۶ مشاهده شدند. این دانشمند آنها را «استرنزلن» (سلولهای ستاره ای یا سلول‌های ستاره‌ای کبدی) نامید، اما به اشتباه آنها را جزئی جدایی ناپذیر از لایه درون رگی رگهای خونی کبد تصور میکردند که از آن منشأ گرفته اند. در سال ۱۸۹۸، پس از چندین سال تحقیق، تادوز برویسز آنها را به درستی به عنوان درشت خوارها معرفی نمود.